# Husnotiella obtusifolia
Husnotiella obtusifolia là một loài Rêu trong họ Pottiaceae. Loài này được (Broth.) R.H. Zander mô tả khoa học đầu tiên năm 1977.